# Saint-Pierre-Montlimart
Saint-Pierre-Montlimart korábbi község Franciaország Loire mente régiójában, Maine-et-Loire megyében. 2015. december 15-én tíz másik korábbi községgel egyesült és Montrevault-sur-Èvre új község része lett.
Lakosainak száma 3315 fő (2018. január 1.). Saint-Pierre-Montlimart Beaupréau-en-Mauges, La Boissière-sur-Èvre, Botz-en-Mauges, La Chapelle-Saint-Florent, Chaudron-en-Mauges, Le Fief-Sauvin, Montrevault-sur-Èvre, Saint-Rémy-en-Mauges és La Salle-et-Chapelle-Aubry községekkel határos.

## Népesség
A település népessége az elmúlt években az alábbi módon változott:
| Lakosok száma | 2619 | 2906 | 3205 | 3137 | 3053 | 3218 | 3391 | 3404 | 3300 | 3315 |
|               | 1962 | 1968 | 1982 | 1990 | 1999 | 2008 | 2011 | 2013 | 2017 | 2018 |